# Communauté de communes du Pays de Seyne
Die Communauté de communes du Pays de Seyne war ein französischer Gemeindeverband mit der Rechtsform einer Communauté de communes im Département Alpes-de-Haute-Provence in der Region Provence-Alpes-Côte d’Azur. Sie wurde am 5. Dezember 2008 gegründet und umfasste acht Gemeinden. Der Verwaltungssitz befand sich im Ort Seyne.

## Historische Entwicklung
Am 1. Januar 2017 wurde der Gemeindeverband mit den Communautés de communes Asse-Bléone-Verdon, Haute-Bléone, Moyenne-Durance und Duyes et Bléone zur neuen Provence-Alpes-Agglomération zusammengeschlossen.

## Ehemalige Mitgliedsgemeinden
1. Auzet
2. Barles
3. Montclar
4. Saint-Martin-lès-Seyne
5. Selonnet
6. Seyne
7. Verdaches
8. Le Vernet